# 軍港

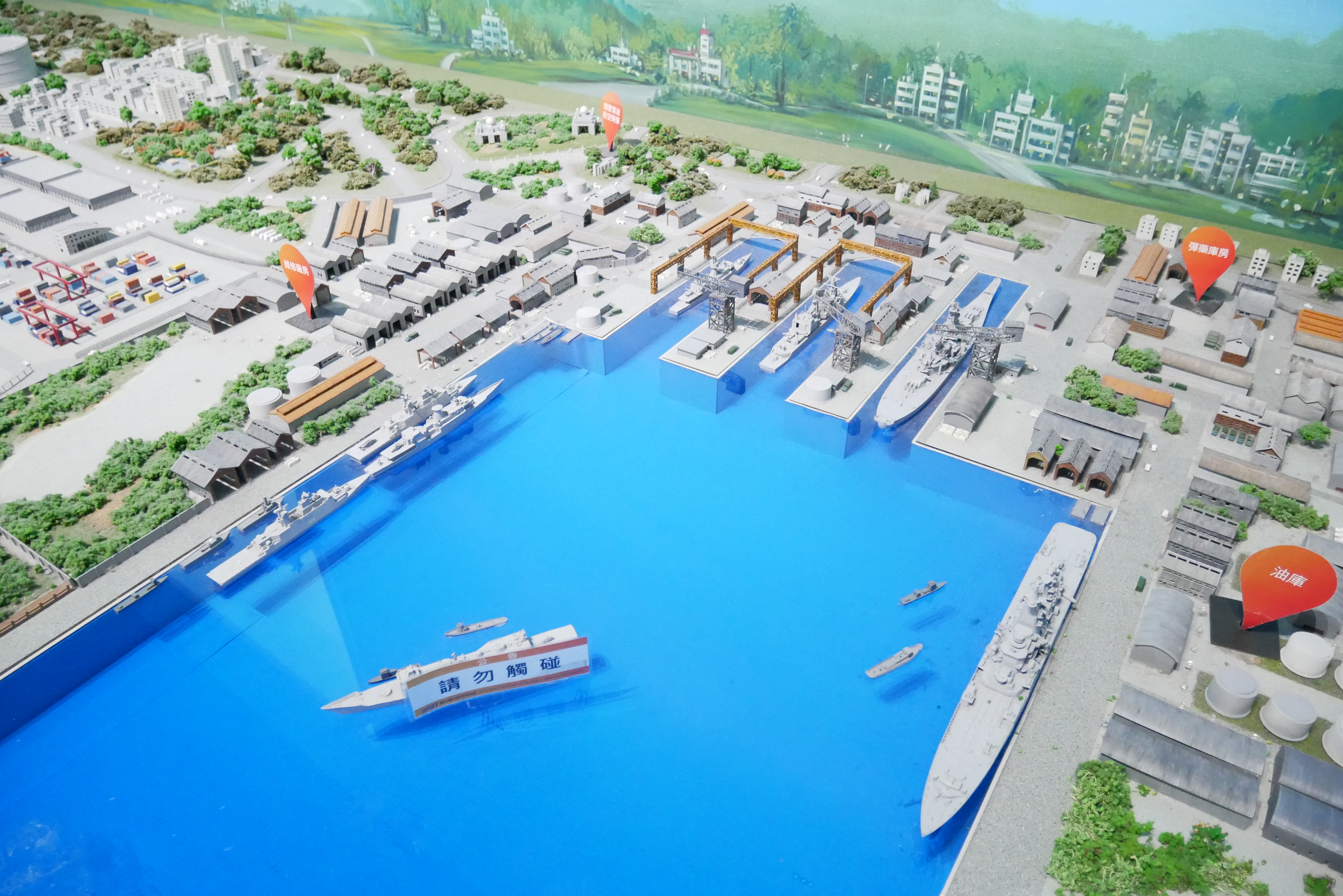
國立海洋科技博物館內軍港模型

軍港特指被用於軍事目的之港口。軍港作為軍艦艦隊和地面部隊登陸的停泊據點，在軍隊建設和戰略部署中佔有很重要的地位。

## 概要
軍港除了有一般的口岸功能，還可能會臨時儲存或內建一些軍用設施，如武器彈藥、軍用裝備、進行維修和培訓用的艦載機機場、陸軍車輛與直升機、海軍陸戰隊兵營、以及船員與水手的休息站等等。考慮到機密性和安全性的問題，為防止敵人潛入、截取情報或對之進行其它破壞，軍方都會限制或禁止平民靠近此地。
還有一種情況，就是加裝艦隊專用的防空洞。在第二次世界大戰中，德國為了保護在建的潛水艇免受空襲，特別加蓋U型潛艇特殊掩體（碉堡），形成一個巨大的水泥防空洞。

## 主要軍港

### 日本
在明治時代後半葉，日本指定橫須賀港、舞鶴港、吳港、佐世保港等四個港口為專用軍港，並在各軍港設有鎮守府所辦之海軍工廠，也是其海軍艦隊下轄航空隊的母港和歸屬地。此外，大湊軍港被指定為鎮守府要港部下轄的「要港」（日语：／*/?）之一，並在日美開戰之前升格為鎮守府警備府，但沒有部署海軍戰隊。這五處軍港在二戰之後由海上自衛隊接管，並以「艦船母港」為現今的主要機能。目前，橫須賀和佐世保的兩個港口均為駐日美軍海軍基地及其第七艦隊在事實上的母港。
位於日本本土以外的部份其它日軍軍港，包括臺灣的馬公、滿州的旅順以及朝鮮半島釜山附近的鎮海地區等要港，於1941年11月20日被升格為鎮守府警備府級別。而對馬的竹敷和朝鮮半島元山附近的永興地區則一度被指定為臨時要港部。此外，德山也是日軍的指定要港之一。

### 其它國家或地區
世界其它地方的主要軍事港口如下所列。
亞洲
- 朝鮮民主主義人民共和國：清津、元山、南浦、海州、松林、金策
- 大韓民國：釜山、東海市、平澤、木浦、鎮海、浦項
- 中华人民共和国：青島、旅順、煙臺、威海、寧波、上海、舟山、福州、湛江、廣州、三亞榆林
- 中華民國：基隆、高雄、高雄左營、馬公、蘇澳
- 越南：金蘭灣
- 印度：孟買、加爾瓦爾（英语：Karwar, Karnataka#Port）、卡納塔克、維沙卡帕特南、加爾各答、帕拉迪普、杜蒂戈林、卡基納達、清奈、安達曼-尼科巴群島、柯枝、喀拉拉、（柯枝）威靈東（英语：Willingdon Island）人工島

中東
- 以色列：海法
- 土耳其：伊茲密爾、伊斯坦堡、伊茲密特

東歐
- 俄羅斯：摩爾曼斯克、克隆斯塔、符拉迪沃斯托克、堪察加彼得羅巴甫洛夫斯克
- 乌克兰：塞凡堡

西歐
- 德国：基爾、威廉港
- 荷蘭：登海爾德
- 法國：土倫、布雷斯特
- 英国：樸茨茅斯、普利茅斯、格拉斯哥、直布羅陀、斯卡帕灣（截至1956年）

南歐
- 希腊：比雷埃夫斯、帕特雷、塞薩洛尼基
- 義大利：拉斯佩齊亞、塔蘭托、加埃塔
- 西班牙：卡塔赫納、羅塔、休達
- 葡萄牙：阿爾馬達、蓬塔・德爾加達、（馬德拉）豐沙爾

北歐
- 芬兰：（基爾科努米）烏平涅米、（图尔库）潘西奥（英语：Pansio）、（拉塞博里）德拉斯維克（英语：Dragsvik, Finland）
- 瑞典：卡爾斯克魯納

北美
- 美国：（夏威夷）珍珠港、（加州）聖迭戈、（加州）三藩市、（維吉尼亞）諾福克

## 著名軍港

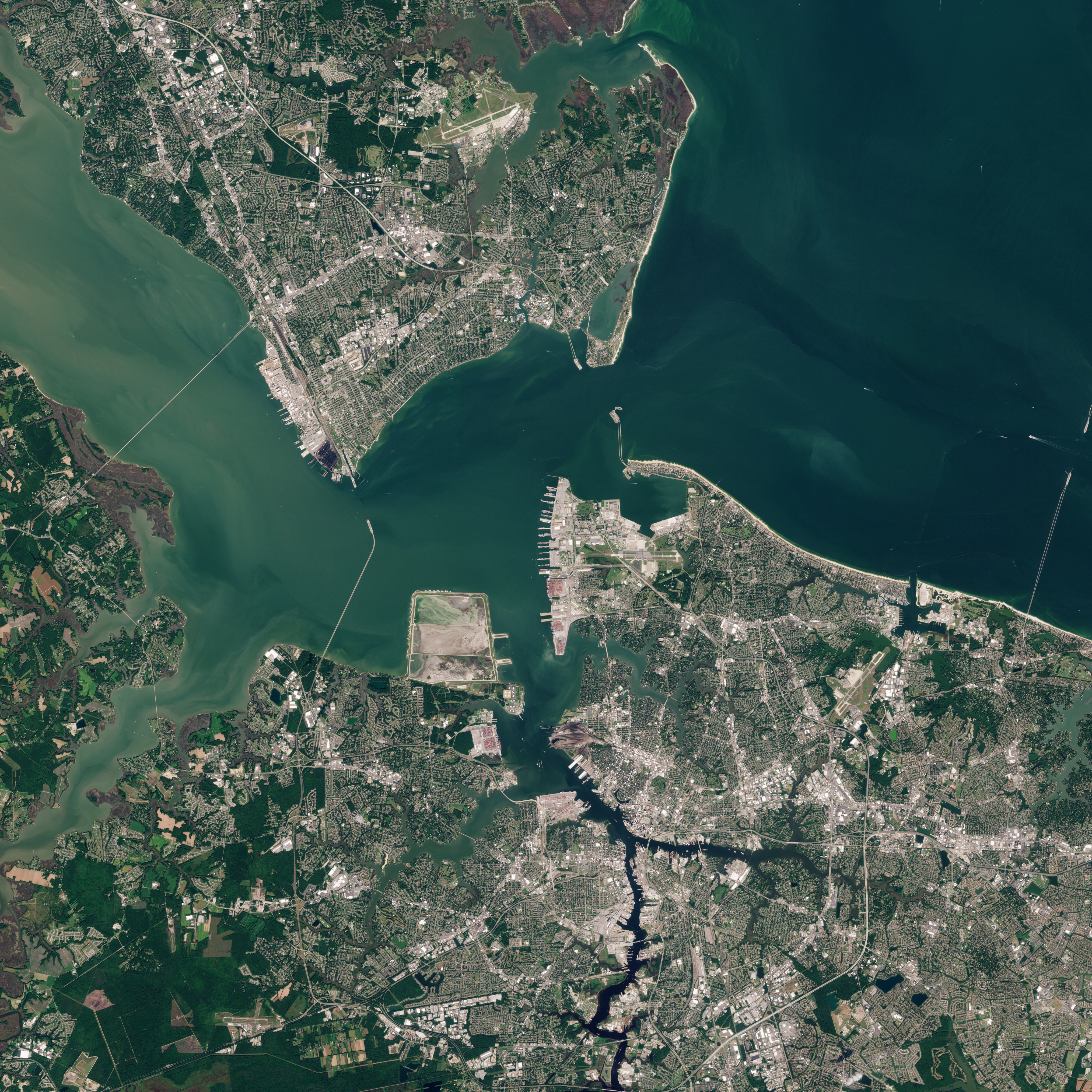
諾福克港，美國海軍艦隊司令部駐地
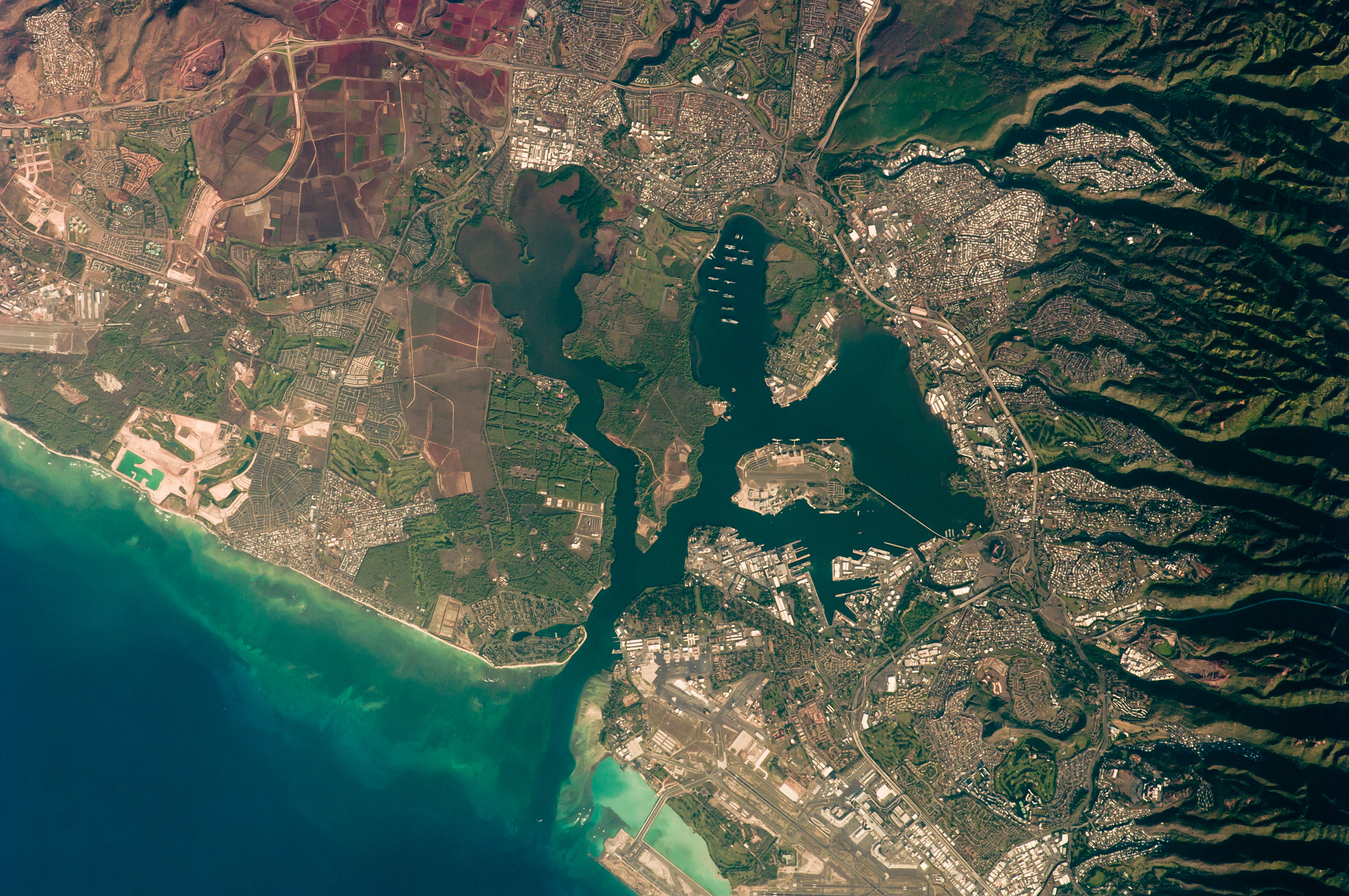
珍珠港，美國太平洋艦隊駐地
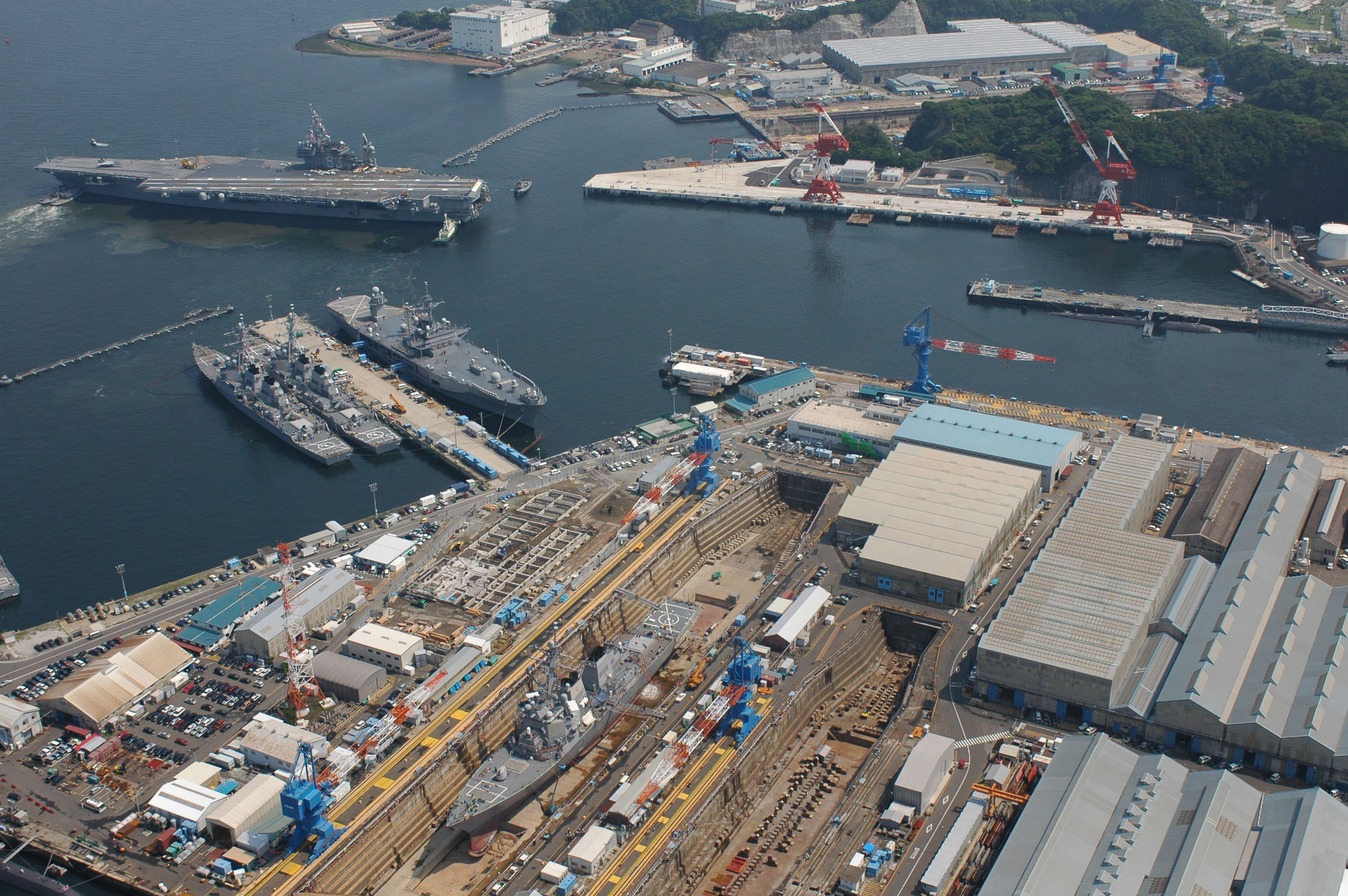
橫須賀港，舊日本海軍司令駐地，今駐日美軍的母港
青島港，中國北海艦隊母港
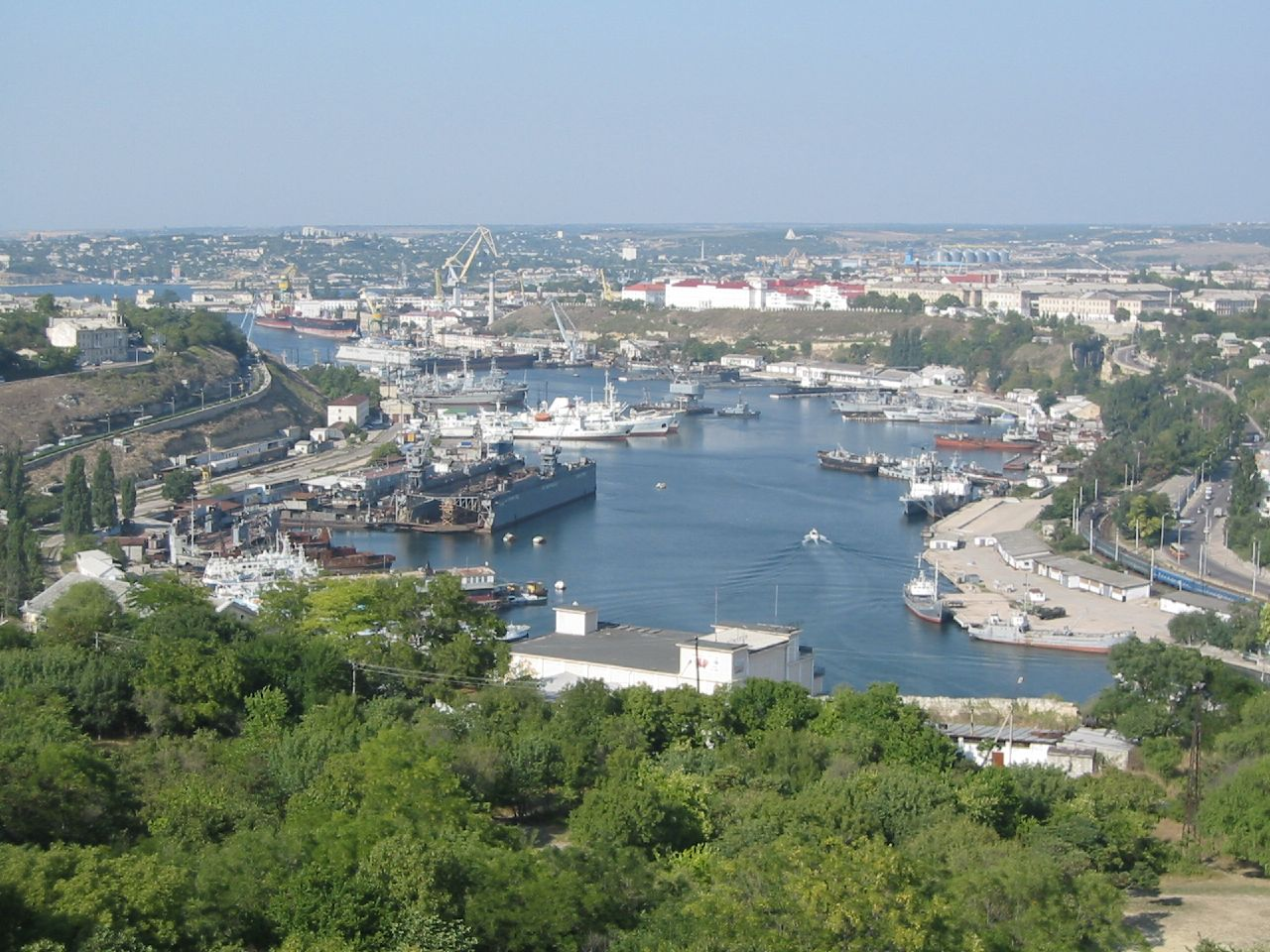
塞瓦斯托波爾港，俄國黑海艦隊母港
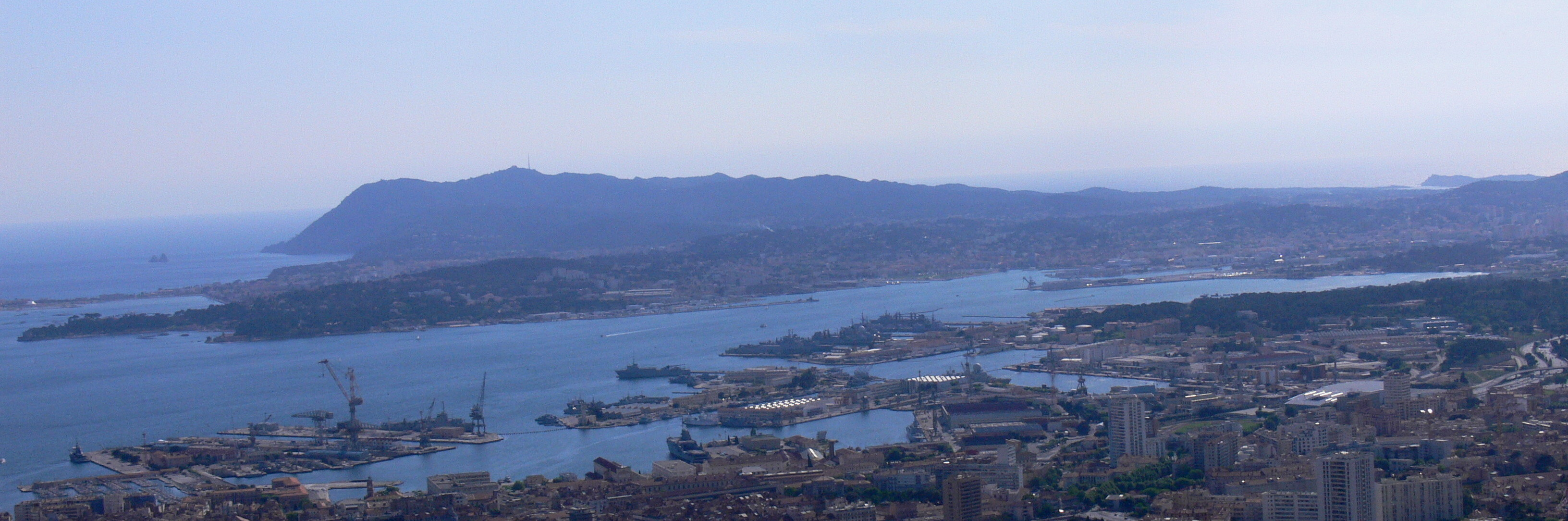
土倫港，戴高樂號航母的母港
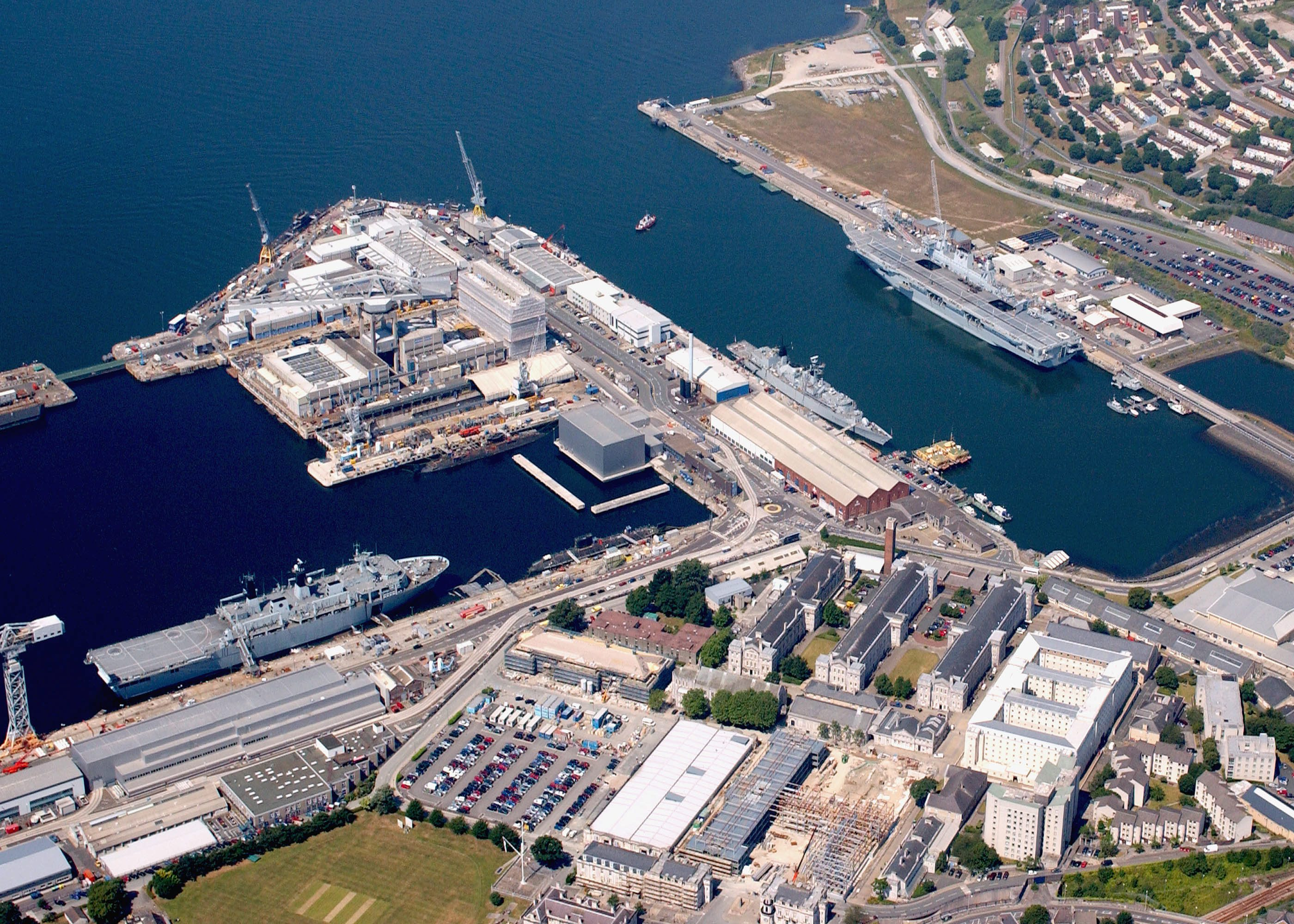
德文港，英國海軍基地，西歐最大軍港